# Bulbophyllum insectiferum
Bulbophyllum insectiferum es una especie de orquídea epifita  originaria de  	 Brasil. 

## Descripción
Es una orquídea de pequeño tamaño, con hábitos de epifita y ocasionalmente litófita con  pseudobulbos ovoides que llevan una sola hoja, apical, erecta, cilíndrica, y aguda. Florece en una inflorescencia basal, erecta, abruptamente arqueada en el raquis, con muchas flores.

## Distribución y hábitat
Se encuentra en  Goias, Disticto Federal y Minas Gerais de Brasil.   

## Taxonomía
Bulbophyllum insectiferum fue descrita por João Barbosa Rodrigues y publicado en The Genera and Species of Orchidaceous Plants 2: 120. 1881.
Etimología
Bulbophyllum: nombre genérico que se refiere a la forma de las hojas que es bulbosa.
insectiferum: epíteto latino que significa "como insectos", donde se refiere a las pequeñas flores que tiene la apariencia de insectos cuando sopla el viento.